# Max Martin
Martin Karl Sandberg (Estocolmo, 26 de fevereiro de 1971), mais conhecido profissionalmente como Max Martin é um produtor musical e compositor sueco. Ele adquiriu proeminência no fim dos anos 1990 com a produção de uma série de singles de sucesso que incluiu "...Baby One More Time" de Britney Spears (1998), "I Want It That Way" (1999) de Backstreet Boys, "That's the Way It Is" (1999) de Celine Dion e "It's Gonna Be Me" (2000) de N'Sync.
Martin escreveu ou coescreveu 27 canções que atingiram o topo da tabela musical estadunidense Billboard Hot 100, a maioria das quais também produziu ou coproduziu, incluindo "I Kissed a Girl" (2008) e "Roar" (2013) de Katy Perry, "One More Night" (2012) de Maroon 5, "Shake It Off" e "Blank Space" (2014) de Taylor Swift e "Blinding Lights" (2019) e "Save Your Tears" (2020) de The Weeknd. Martin é o segundo compositor com o maior número de singles na tabela, atrás apenas de Paul McCartney com 32. Em janeiro de 2024 - com "Yes, and?", de Ariana Grande, desempatou com George Martin como o produtor com maior número de canções a atingir o topo da Hot 100, totalizando 24. Esse recorde acabaria por ser ampliado em março de 2024, quando outro single de Grande, "We Can’t Be Friends (Wait for Your Love)", entrou diretamente para o lugar cimeiro da Hot 100.
No início de 2019, suas vendas individuais foram contabilizadas pelo The Hollywood Reporter em mais de US$ 135 milhões. De acordo com a publicação Variety, seu patrimônio líquido era de aproximadamente US$ 260 milhões em 2017. No ano anterior, sua entidade corporativa gerou receita de US$ 54 milhões, com lucro de US$ 19 milhões.
Martin ganhou o prêmio ASCAP para Compositor do Ano um total de onze vezes, estabelecendo um recorde.

## Biografia e carreira

### Primeiros anos e  It's Alive
Martin Karl Sandberg cresceu em Stenhamra, Comuna de Ekerö, um subúrbio de Estocolmo. Quando criança, Martin foi um estudante de um programa de música-educação pública muito elogiado da Suécia, e uma vez disse que tinha de "agradecer por tudo à educação musical pública." [6] Outros ex-alunos do programa incluem Andreas Carlsson, Rami Yacoub, e Anders Bagge, cada um dos quais com uma discografia quase tão longa e bem sucedida como Martin. Quando adolescente, ele cantou em uma variedade de bandas antes de aderir a uma banda de estilo glam metal chamado It's Alive, em 1985, como vocalista e frontman. Os It's Alive foram formados por ex-membros dos Lazy Aldeheim e Kim Björkgren na guitarra, e John Rosth, que tinha sido um membro da Lineout. Martin abandonou a escola para prosseguir uma carreira na música com sua banda sob o apelido de "Martin White". Em 1988 eles participaram nos campeonatos nacionais de rock e tocaram como a banda residente em um disco em Chipre. A banda teve um avanço em 1991, quando  Dave Constable de Megarock Records ofereceu-lhes para fazer uma demo. O álbum de estreia mais tarde foi originalmente editado em 1.000 cópias e, posteriormente, oferecido como uma fita de oferta no Reino Unido pela revista Forces of Metal.
A decisão de se concentrar em uma carreira musical foi recompensada quando assinaram um contrato de gravação em produtor Denniz PoP's Cheiron Registros, um  afiliado da BMG. Depois de gravar seu segundo álbum Earthquake Visions , eles lançaram três singles em conjunto com a editora e fizeram digressão pela Europa, em 1994, como suporte de Kingdom Come. Earthquake Visions vendeu apenas 30.000 cópias, apesar de ter sido lançado em cerca de 30 países. Mais importante, porém, é que Martin também começou a colaborar em canções com PoP. Reconhecendo um talento para escrever canções pop no jovem roqueiro, PoP renomeou seu novo protégé Max Martin e, eventualmente, tornou-se o mentor de Martin.

### Trabalhando na Cheiron e Denniz PoP
"Eu nem sabia o que um produtor faz, eu passei dois anos - dia e noite - em estúdio tentando aprender o que diabo estava a acontecer." - Max Martin, 19 de março de 2001.
Em 1993, Martin foi contratado pela Cheiron Studios e passou algum tempo aprendendo o básico, antes da primeira colaboração entre a produção PoP e Martin: o Rednex canção "Wish You Were Here", em 1994. Ambos trabalharam no Ace of Base segundo álbum The Bridge (1995) logo em seguida, assim como em álbuns de 3T, Army of Lovers e Leila K. Até à data, a Ponte já vendeu mais de seis milhões de cópias em todo o mundo, incluindo um milhão nos Estados Unidos. [8] Quando Martin finalmente deixou sua banda It's Alive no final de 1995, foi substituído por Anders Jansson.
Em 1995, o Cheiron Studios foi contratado pela Zomba para trabalhar com Backstreet Boys No auto-intitulado álbum de estreia Backstreet Boys (1996). Zomba tornou-se o principal parceiro de trabalho desde o sucesso em 1995. Martin participou na produção de "Quit Playing Games (With My Heart)"(1996), co-escrito com Herbie Crichlow, um único que rapidamente foi platina e subiu para o número 2 da Billboard Hot 100, bem como os singles "As Long As You Love Me"(1997) e "Everybody (Backstreet's Back)" (1997). O álbum não foi lançado nos EUA até 1997, mas foi liberado no exterior e pegou toda a Europa, acabou vendendo cerca de 8 milhões de cópias em todo o mundo. Isto levou aos Backstreet Boys sendo relançado em seu país de origem, mais tarde, desta vez com mais sucesso. Mais tarde nesse ano, Martin co-escreveu e co-produziu Robyn sucessos "Show Me Love" e "Do You Know (What It Takes)", que terminou no Billboard Top 10.
Em 1998, Cheiron Productions trabalhou em álbuns de Five e Jessica Folcker. Jessica Folcker primeiro tinha sido contratado como cantora de apoio para as faixas com Ace of Base e Dr. Alban, e seu álbum de estreia Jessica se tornou um hit instantâneo com singles como "Tell Me What You Like" e "How Will I Know Who You Are", que ambos venderam platina. Depois Denniz PoP morreu de câncer nesse mesmo verão, Martin assumiu como diretor de Cheiron Studios. Ele logo começou a trabalhar com o escritor/produtor Rami Yacoub, que continuou a ser o seu parceiro de muitos anos. Martin também escreveu duas músicas com Bryan Adams durante este tempo, "Cloud Number Nine" e "Before The Night Is Over".

### Backstreet Boys
Martin escreveu, co-escreveu e co-produziu 7 das 12 canções sobre os Backstreet Boys segundo álbum do Milênio (1999), incluindo todos os singles. "I Want It That Way", uma canção de sucesso Martin co-escreveu com Andreas Carlsson e co-produzido com Kristian Lundin, tornou-se o maior grupo único até à data e ainda é popular hoje. ("I Want It That Way" foi votado No. 10 na MTV/Rolling Stone lista das "100 Melhores Canções Pop.") A VH1 especial, 100 Greatest Songs dos anos 1990, classificou a canção no número 1, tornando-se a única canção e pop mais bem classificado boy-band. Millennium vendeu mais de 1,1 milhões de unidades em sua primeira semana nos Estados Unidos, estabelecendo um recorde para a maioria dos álbuns vendidos em sua semana de estreia (que registram mais tarde foi espancado por 'N Sync 2000 álbum No Strings Attached), e foi o álbum mais vendido no mundo. Ao trabalhar em seu próprio álbum solo, que será lançado em 2001 em Estocolmo Registros, Lisa Miskovsky escreveu o texto para Backstreet Boys novo hit "Shape of My Heart", com Max Martin e Rami. A canção, escrita originalmente para o álbum de Miskovsky próprio, foi repassada para os Backstreet Boys por Max Martin quando Miskovsky determinou que não se encaixava seu estilo. A canção se tornou o primeiro single do terceiro álbum do grupo Black & Blue (2000). Na primeira semana de lançamento, "Shape of My Heart" imediatamente saltou para o Top 5 na Suécia, Noruega, Canadá, Alemanha e outros 15 países. Black & Blue, contendo várias canções produzidas e escritas por Martin, vendeu 1,6 milhões de unidades em sua primeira semana nos Estados Unidos. Martin novamente recebeu ASCAP prêmio "Compositor do Ano" em 2000 e 2001. Em 2013 de abril, o membro do Backstreet Boys Brian Littrell chamar Martin por seu single "In A World Like This", o único pico No. 6 na Oricon gráfico e um bom desempenho no resto do mundo. Martin colaborou com as Never Gone canções "Climbing the Walls", "Just Want You to Know", "Siberia" , e a canção de amor melancolia "I Still ...", uma canção marca registrada para os Backstreet Boys. Martin queria que o álbum ser mais de um, alternativa álbum pop contemporâneo, com um pouco de R&B. O álbum resultante tinha um estilo mais música orgânica com instrumentos mais vivos, e foi uma partida de trabalhos anteriores dos Backstreet Boys.

### Britney Spears
Em 1998, Martin escreveu e co-produziu hit de Spears "...Baby One More Time" para seu álbum de estreia com o mesmo nome, (o single de sucesso foi originalmente oferecido a ambos os Backstreet Boys, que ele recusou, e TLC, que passou porque estavam "dando um tempo"). A única continua Spears single mais vendido até a presente data, e em "100 Greatest Songs of the da VH1 dos anos 1990", foi classificado no número 7. Nesse mesmo ano, Martin também co-escreveu e coproduziu o terceiro single " (You Drive Me) Crazy". Em 1999, o álbum ...Baby One More Time já vendeu mais de 15 milhões de cópias em os EUA, certificando Diamante. Além disso, dentro de um ano do seu lançamento, ...Baby One More Time tornou-se o mais vendido LP por um adolescente na história, vendendo mais de 30 milhões de cópias. Martin foi o primeiro cidadão não americano a ganhar prestigiado prêmio de ASCAP "Compositor do Ano" em 1999 (um prêmio que ele ganhou também em 2000 e 2001).
Martin trabalhou em primeiros três álbuns de estúdio Spears (...Baby One More Time, de 1999; Oops!...I Did It Again, de 2000; e o seu terceiro álbum de estúdio, Britney, de 2001), que foram feitas no estilo de orientada para o pop adolescente. Neste período, ele co-escreveu e coproduziu os singles "Oops!...I Did It Again" (2000), "Lucky" (2000), "Stronger", (2000) "Overprotected" (2001), e "I'm Not a Girl, Not Yet a Woman" (2002). No entanto, quando Spears gravou seu quarto álbum de estúdio In the Zone (2003), ela decidiu se afastar do gênero. A dupla acabou se separando, e Martin não tinha entrada no álbum nem em seu quinto álbum de estúdio, Blackout (2007). A pedido de Spears, Martin produziu e escreveu para Spears sexto álbum de estúdio Circus (2008). Martin co-escreveu e produziu o provocativamente intitulado "If U Seek Amy", que foi escolhido pelos fãs como o terceiro single do álbum. Diferente de faixas de Martin anteriores para Spears, "If U Seek Amy" é uma canção de dança electro-pop, em que mesmo a letra mostra um, mais direção orientada a dança diferente de Spears e Martin trabalho anterior. Em julho de 2009, Spears afirmou em sua conta no Twitter, que estava no estúdio de gravação em Estocolmo, Suécia com Martin. Mais tarde, em 29 de setembro de 2009, foi anunciado que Martin tinha trabalhado com Spears em seu próximo álbum de compilação. Martin produziu "3", a canção estreou como número 1 na Billboard Hot 100.
Martin foi o produtor executivo (juntamente com Dr. Luke) do sétimo álbum de estúdio de Britney Femme Fatale (2011). Durante uma entrevista de 2011 com a Rolling Stone, Martin Spears afirmou que "recebe exatamente o que eu estou dizendo quando eu lhe dizer o que eu quero e não quero musicalmente. Suas melodias são incríveis e está sempre chegando com sons estranhos, que eu amo". "Não há ninguém eu me sinto mais confortável colaborando com no estúdio." Em janeiro de 2011, "Hold It Against Me" foi lançado como o primeiro single do novo álbum de Britney a canção mais tarde estreou como número 1 na Billboard Hot 100, tornando-se o segundo single de Spears para estrear como número 1 e seu quarto no geral. Martin também coproduziu o segundo single do álbum "Till the World Ends", chegando Na Posição 3. Além de coprodução de "Hold It Against Me" e "Till the World Ends", Martin co-produziu as canções "Inside Out", "I Wanna Go", "Seal It with a Kiss", "Criminal" e "Up n 'Down ". Em maio de 2011, foi anunciado "I Wanna Go" seria o terceiro single de Femme Fatale. Em 5 de agosto de 2011, Spears lançou uma enquete em seu Facebook página pedindo aos fãs se seu próximo single deve ser "Criminal", "Inside Out" ou "(Drop Dead) Beautiful." Depois do 2011 MTV Video Music Awards, ela revelou à MTV News que "Criminal" foi escolhido como o quarto single, marcando a primeira vez Martin produziu quatro singles de um álbum de Spears, batendo para fora si mesmo quando tinha produzido os primeiros três singles de Oops!...I Did It Again. Martin não contribuiu para o oitavo álbum de estúdio de Spears, Britney Jean (2013), assim como também não contribuiu para o seu sucessor, o Glory (2016).

### Céline Dion
No final de 1999 Céline Dion lançou "That's the Way It Is", uma coescrita por Max Martin música para promover seu álbum de grandes hits All the Way... A Decade of Song. A canção se tornou um hit, indo para o número 1 nos Estados Unidos e Canadá, e alcançar top 10 em todo o mundo. Uma vez que a canção foi lançada em novembro de 1999, tem um ciclo de 500 000 vezes em quase 1 400 estações de rádio em todo o Canadá e os EUA Em 2003 Martin co-escreveu e produziu três canções para o álbum de Céline Dion, One Heart. Um deles chamado de "Faith", foi lançado em 2003 como um single promocional no Canadá e chegou a número 4 na parada de Quebec Airplay e número 37 na Contemporary Canadian Adulto Chart.

### Papel de produtor para Cheiron
A divisão tradicional do trabalho na indústria fonográfica tem tipicamente o artista escrevendo as músicas e, em seguida, a contratação de um produtor para ajudar a moldar o som. No Cheiron era o contrário; os produtores escreveram as músicas, tocou os instrumentos, projetado e misturado as gravações eo artista só foi trazido perto do final do processo para fazer os vocais. Por exemplo, no segundo álbum de Britney Spears Oops! ... I Did It Again (2000), Cheiron já havia escrito sete canções e tinha procedido a gravar as camadas de música antes de Britney ainda chegou aos estúdios no início de novembro de 1999. Ele levou seu único uma semana para fazer os vocais. Martin e sua equipe trabalharam mais como uma banda que alternava cantores. Martin explicou o seu método de trabalho:
"Eu quero ser parte de cada nota, cada momento acontecendo no estúdio. Eu não quero nada esquecido, eu não quero nada perdido. Eu sou um perfeccionista. O produtor deve decidir que tipo de música está sendo feita, o que vai soar como -. Tudo isso, o porquê, quando e como - LA Times, 6/05/00"

### Startup de Maratone
Apesar do sucesso, Cheiron Studios foi fechado em 2000. A razão por trás da decisão de fechá-lo foi, de acordo com o comunicado de imprensa sobre a sua homepage, que o coração ea alma do estúdio havia sido perdida com a morte de Denniz PoP. Outra razão para o fechamento do estúdio Cheiron era para as pessoas na Cheiron Studios para ser capaz de fazer o trabalho de música mais experimental, sem o peso do nome agora famoso Cheiron sobre os ombros.
Max Martin e Tom Talomaa começou uma nova empresa de produção em conjunto chamado Maratone em janeiro de 2001 e se mudou para os famosos Estúdios Cosmos que tinha abrigado a equipe de produção Kai Erixon e Kent (Gillström) Isaacs quais tinham sido muito bem-sucedidas no pop/hiphop-Arena sueco com inúmeras artistas de platina ouro. Além disso, David Kreuger e Per Magnusson começou uma Produção laterais e Kristian Lundin começou a empresa de produção A localização e as Publishing Company Localização canções junto com Jake Schulze e Andreas Carlsson (ambos também membros da equipe de produção de Cheiron) no mesmo local como Cheiron Studios. As primeiras músicas a ser escrito e produzido pelo Maratone foram quatro faixas para o terceiro álbum de Britney Spears de Britney (2001). A equipe de produção Maratone inicialmente consistia de produtores/compositores Max Martin, Rami, Alexandra, Arnthor e jovem sensação Shellback, mas Rami, Alexandra e Arnthor têm tudo mudou desde então. Na sequência do trabalho com Celine Dion no álbum One Heart em 2003, alguns novos hits apareceram de Maratone até 2005. Mais recentemente em 2009 se assistiu uma série de sucessos do estúdio, incluindo os hits "My Life Would Suck Without You" de Kelly Clarkson e "3" de Britney Spears.

### Kelly Clarkson
Em 2004, o ex-American Idol vencedor Kelly Clarkson viajou para a Suécia para colaborar com Max Martin e Lukasz "Dr. Luke" Gottwald em músicas para seu segundo álbum de estúdio Breakaway. Eles decidiram criar músicas que eram mais rock do que o previsto pelos fãs, como pode ser ouvido sobre os singles de sucesso "Since U Been Gone" (2004) e "Behind These Hazel Eyes" (2005). "Since U Been Gone" se tornou um enorme sucesso e continua a ser um dos maiores sucessos da carreira de Clarkson, e um dos maiores sucessos de 2005. O próximo single, "Behind These Hazel Eyes", alcançou o Top 10 da Billboard Hot 100 enquanto o single "Since U Been Gone" ainda estava no gráfico. Em 2009, também co-escreveu Clarkson do single "My Life Would Suck Without You" , que tem o recorde de maior Billboard Hot 100 salto para No. 1, saltando de No. 97 na sua primeira semana na parada.

### P!nk
Martin também co-escreveu e produziu músicas no Pink platina muito bem-sucedida e aclamada pela crítica está vendendo quarto álbum I'm Not Dead. Em todo o mundo o álbum foi o sexto álbum mais vendido de 2006, indo de top 5 no Reino Unido, platina dez nos Estados Unidos, e número um na Austrália e na Alemanha. Na Austrália, o álbum teve 5 singles top cinco, e gastou um recorde de 63 semanas no top 10. Em julho de 2009, é 10 vezes platina e vem acompanhando no Australian Top 50 para 146 semanas. Martin também colaborou com o P!nk para seu quinto álbum de estúdio, Funhouse (2008). Martin co-escreveu o primeiro hit single, "So What" (2008), mais as faixas "Who Knew" (2006), "Please Do not Leave Me" (2009), "I Don't Believe You" (2009), e "It's All Your Fault". Para ela Greatest Hits álbum lançado 2009, ele co-escreveu os sucessos "Raise Your Glass" e "Fuckin Perfect".

### Avril Lavigne
Martin trabalhou com Avril Lavigne em duas canções, "Alone" e "I Will Be", que foram lançados em algumas edições Deluxe de terceiro álbum de estúdio do Lavigne The Best Damn Thing (2007). Martin também trabalhou em quatro músicas para o quarto álbum de estúdio do Lavigne, Goodbye Lullaby (2011), os três singles "What the Hell" (2011), "Smile" (2011), e "Wish You Were Here" (2011), a música "I Love You" que acompanha o álbum.

### Jessie J
Max Martin trabalhou pela primeira vez com Jessie J em seu hit internacional "Domino" depois Dr. Luke e Claude Kelly procurou criar uma canção que apresentou seus vocais enquanto também capaz de ser um sucesso comercial. Juntamente com o trio acima mencionado e Cirkut, Max Martin co-escreveu a faixa ea música viveu até seu esperado sucesso tornando-se seu grande avanço no mercado americano, chegando ao número 6, enquanto também no topo das paradas no Reino Unido para dois semanas. Ele traçou no top 50 faixas mais comprados em os EUA para 2012 e foi a melhor canção de venda oitavo no mesmo ano no Reino Unido com um volume de vendas 749 mil só nesse ano. Também alcançou top ten sucesso em outros países como o Canadá ea Austrália. Na sequência do sucesso de "Domino", Jessie J também trabalhou com Max Martin para seu terceiro álbum de estúdio em "Bang Bang" (2014) caracteriza Ariana Grande e Nicki Minaj. A música serviu como o primeiro single e tem alcançado grande sucesso comercial, tais como tendo o valor de vendas segundo maior para uma canção a estrear na Billboard Hot 100, sendo superada apenas por de Ariana Grande "Problema" (2014). A canção chegou ao número 3 na carta 100 quente e um vídeo da música foi lançado, superando seu hit anterior "Domino".

### Katy Perry
Max Martin é também responsável por algumas das músicas de Katy Perry em três álbuns. Em seu primeiro álbum One of the Boys (2008), incluindo o single número um "I Kissed a Girl", e Top 5 hit single "Hot n Cold", e seguindo-o álbum Teenage Dream (2010), incluindo a Billboard Hot 100 números com os sucessos de singles "California Gurls" (2010), "Teenage Dream" (2010), "ET" (2011), "Last Friday Night (TGIF)" (2011) e do Hot 100 top ten hit "The One That Got Away"(2011). Martin também co-escreveu as músicas "Part of Me" (2012) e "Wide Awake" (2012), o primeiro dos quais no topo da Billboard Hot 100. Para seu terceiro álbum Prism (2013), que ele co-escreveu o No. 1 singles "Roar" (2013) e "Dark Horse" (2013).

### Christina Aguilera
Confirmado pela RCA em 18 de dezembro de 2011, Martin trabalhou em Christina Aguilera sétimo álbum de estúdio da Lotus (2012) e foi o produtor de seu primeiro single, "Your Body" (2012), bem como uma outra canção intitulada "Let There Be love ". Ambas as canções alcançaram o topo da Billboard chart dança/clube.

### Taylor Swift
Martin produziu e co-escreveu o Billboard Hot 100 número 1 hit "We Are Never Ever Getting Back Together" (2012), do quarto álbum de Taylor Swift, Red (2012) que se tornou single número 1 nos EUA. Após o lançamento, a canção alcançou a primeira posição na parada de singles do iTunes em 50 minutos, portanto, quebrando o recorde anterior, realizado por Lady Gaga na música "Born This Way", com um registro de uma hora, fazendo "We Are Never Ever Getting Back Together", o single mais vendido na história digitais naquele momento. "We Are Never Ever Getting Back Together" de Swift estabeleceu o recorde para a maior semana de vendas digitais (623.000) para uma canção de uma artista feminina, superando o recorde de Kesha "Tik Tok" (2009). Também alcançou o topo do único gráfico iTunes em 32 países. Também co-escreveu e produziu dois outros singles do álbum "I Knew You Were Trouble" (2012), que chegou ao número 2 na Billboard Hot 100 e "22" (2013), que foi um sucesso.
Martin produziu e co-escreveu os três primeiros singles no quinto álbum de estúdio de Swift "1989" (2014) com "Shake It Off" (2014), "Blank Space" (2014), e "Style" (2015). "Shake It Off" e "Blank Space" hit número 1 na Billboard Hot 100, com o ex-estreando no topo local e "Style" chegou ao número 6. Martin era tanto um co-roteirista e co-produtor de Swift para "Bad Blood", que de uma forma remixada chegou a número 1 na Billboard Hot 100 na semana de 6 de Junho de 2015. Martin também contribuiu para várias outras canções de 1989 como "Wildest Dreams", "All You Had to Do Was Stay", "How You Get the Girl" e duas das faixas bônus na edição deluxe do álbum "New Romantics" e "Wonderland". Ele também produziu os vocais de Swift e co-escreveu todas as suas faixas com Swift e Shellback para "All You Had to Do Was Stay".

### Produções com Ariana Grande
A sua maior produção musical com a cantora norte-ameriaca Ariana Grande foram em parcerias como "No Tears Left To Cry" (2018), "God is a Woman" (2018), "Side To Side" ft. Nicki Minaj (2016) e "Into You" (2016). A música Side To Side hoje tem mais de um Bilhão de Views no Youtube e é o 46° vídeo a bater esse número. Em streams, com a mesma música, ela chegou aquebrar recordes no Spotify com mais de 660 milhões de streams e é a parceria feminina mais escutada do spotify. Em No Tears Left to Cry, Ariana em menos de 12 horas, obteve uma marca de 6,1 milhões de views no You tube.

### Outros
4 vice-campeão da oitava temporada do American Idol, Allison Iraheta vem colaborando com Max Martin em seu álbum de estreia. Seu primeiro single, "Whataya Want From Me" está confirmado para ser escrito por Martin. Em 17 de agosto de 2009, American Idol vice-campeão Adam Lambert anunciou via Twitter que estava em Nova York com Martin a gravação de uma canção para seu álbum de estreia. Ele acabou por ser a música "Whataya Want From Me", que também foi escrito por P!nk.
Martin também co-escreveu "Into the Nightlife", uma faixa popular clube gravada por Cyndi Lauper em 2008 e produziu, ao lado de Zedd, e co-escreveu "Beauty and a Beat", de Justin Bieber 2012 do álbum Believe.
Martin também produziu vários álbuns para ato Eurodance E-type.
Em janeiro de 2014, Martin produziu um anúncio 2 minutos intitulado "Volvo XC70 apresentado pela Suécia, com jogador de futebol Zlatan Ibrahimovic. O vídeo do anúncio recebeu vários milhões de visualizações no YouTube.
No início de 2014, Martin co-escreveu a canção "Dare (La La La)" para Shakira álbum auto-intitulado.
Em abril e maio de 2014, Martin produziu para Ariana Grande a canção "Problem" e Jennifer Lopez' s canção "First Love", ao lado de Ilya, Shellback e Savan Kotecha. "Problema" é um dos singles mais rápidos de venda no iTunes.
Entre 2014-15, Martin produtor executivo de "Ghost Town", de Adam Lambert.
Em janeiro de 2015, ele co-escreveu e coproduziu Ellie Goulding a música "Love Me Like You Do", que alcançou o número 3 na Billboard Hot 100, bem como o seu mais recente single "On My Mind", que foi lançado em 17 set 2015.
Em junho, ele co-escreveu e produziu The Weeknd "Can't Feel My Face", que chegou ao número um na Billboard Hot 100. Além disso, ele co-escreveu e produziu outra música fora do segundo álbum do Weeknd "Beauty Behind the Madness", em que a canção foi intitulada "In the Night".
Em julho de 2015, Martin produziu Demi Lovato canção "Cool for the Summer", que alcançou o número 11 no Billboard Hot 100. Também contribuiu para "Confident" e "For You" lançado no quinto álbum Confident. Em setembro de 2015, o novo artista peruano, Juan Jose Ortiz também trabalhou com Max Martin, em seu primeiro single "It's Over" Martin também trabalhou com Selena Gomez em seu segundo álbum de estúdio, Revival, produzindo a música "Hands to Myself".
Em outubro de 2015, Lauren Jauregui de Fifth Harmony disse Billboard que Max Martin era "fortemente envolvido" na produção do segundo álbum do grupo, previsto para ser lançado em 2016. Em outra entrevista, Dinah Jane de Fifth Harmony disse a revista que Martin produziu 6 músicas a partir de agora para o seu segundo álbum.
Em novembro de 2015 Adele liberou o álbum 25, incluindo a música "Send My Love (To Your New Lover)", que ao mesmo tempo co-escrito e coproduzido por Martin.

## Prêmios
- Swedish Dance Music Awards 1996.
- Swedish Grammy Award 1997.
- ASCAP's Songwriter of the Year in 1999.
- ASCAP's Songwriter of the Year in 2000.
- ASCAP's Songwriter of the Year in 2001.
- ASCAP's Songwriter of the Year in 2011.
- ASCAP's Songwriter of the Year in 2015.
- Grammy de Produtor do Ano, Non-Classical na 57th Annual Grammy Prêmios de 2015. Também nomeado para Gravação do Ano e Canção do Ano por "Shake It Off"
- STIM Platinum guitar prize 2010